# Copaxa muellerana
Copaxa muellerana är en fjärilsart som beskrevs av Dyar 1920. Copaxa muellerana ingår i släktet Copaxa och familjen påfågelsspinnare. Inga underarter finns listade i Catalogue of Life.